# Jeziora Wielkie (gemeente)
De gemeente Jeziora Wielkie is een landgemeente in het Poolse woiwodschap Koejavië-Pommeren, in powiat Mogileński.
De zetel van de gemeente is in Jeziora Wielkie.
Op 30 juni 2004 telde de gemeente 5033 inwoners.

## Oppervlakte gegevens
In 2002 bedroeg de totale oppervlakte van gemeente Jeziora Wielkie 123,96 km², waarvan:
- agrarisch gebied: 64%
- bossen: 21%

De gemeente beslaat 18,34% van de totale oppervlakte van de powiat.

## Demografie
Stand op 30 juni 2004:
| Omschrijving                   | Totaal | Totaal | Vrouwen | Vrouwen | Mannen | Mannen |
| ------------------------------ | ------ | ------ | ------- | ------- | ------ | ------ |
| eenheid                        | aantal | %      | aantal  | %       | aantal | %      |
| inwoners                       | 5033   | 100    | 2583    | 51,3    | 2450   | 48,7   |
| bevolkingsdichtheid (inw./km²) | 40,6   | 40,6   | 20,8    | 20,8    | 19,8   | 19,8   |

In 2002 bedroeg het gemiddelde inkomen per inwoner 1429,94 zł.

## Plaatsen
Berlinek, Budy, Dobsko, Gaj, Golejewo, Jeziora Wielkie, Kożuszkowo, Kuśnierz, Krzywe Kolano, Kościeszki, Lenartowo, Lubstówek, Nożyczyn, Nowa Wieś, Pomiany, Proszyska, Przyjezierze, Rzeszyn, Rzeszynek, Radunek, Sierakowo, Sierakówek, Siedlimowo, Siemionki, Wola Kożuszkowa, Wycinki, Wysoki Most, Wójcin, Włostowo, Żółwiny.

## Aangrenzende gemeenten
Kruszwica, Skulsk, Strzelno, Wilczyn